# Бонфин-ду-Пиауи
Бонфин-ду-Пиауи (порт. Bonfim do Piauí) — муниципалитет в Бразилии, входит в штат Пиауи. Составная часть мезорегиона Юго-запад штата Пиауи. Входит в экономико-статистический микрорегион Сан-Раймунду-Нонату. Население составляет 5393 человек на 2010 год. Занимает площадь 289,209 км². Плотность населения — 18,65 чел./км².

## Демография
Согласно сведениям, собранным в ходе переписи 2010 г. Национальным институтом географии и статистики (IBGE), население муниципалитета составляет:
| Полное население                               | Полное население                               | Полное население                               | Полное население                               | 5393  |
| ---------------------------------------------- | ---------------------------------------------- | ---------------------------------------------- | ---------------------------------------------- | ----- |
| в том числе:                                   | Городское население                            | 1635                                           | Процент городского населения, %                | 30,32 |
|                                                | Сельское население                             | 3758                                           | Процент сельского населения, %                 | 69,68 |
|                                                | Мужское население                              | 2693                                           | Процент мужского населения, %                  | 49,94 |
|                                                | Женское население                              | 2700                                           | Процент женского населения, %                  | 50,06 |
| Плотность населения, чел/км²                   | Плотность населения, чел/км²                   | Плотность населения, чел/км²                   | Плотность населения, чел/км²                   | 18,65 |
| Население муниципалитета в % к населению штата | Население муниципалитета в % к населению штата | Население муниципалитета в % к населению штата | Население муниципалитета в % к населению штата | 0,17  |

По данным оценки 2016 года, население муниципалитета составляет 5549 жителей.

## Статистика
- Валовой внутренний продукт на 2003 год составляет 7 577 444,00 реалов (данные: Бразильский институт географии и статистики).
- Валовой внутренний продукт на душу населения на 2003 год составляет 1564,62 реалов (данные: Бразильский институт географии и статистики).
- Индекс развития человеческого потенциала на 2000 год составляет 0,609 (данные: Программа развития ООН).